# Биробиджан
Биробиджа́н (идиш ביראָבידזשאַן‎), ранее Биро-Биджан — административный центр Еврейской автономной области (с 1934 года), город на Дальнем Востоке России.
Соответствует категории города областного значения, образует одноимённый городской округ (муниципальное образование «Город Биробиджан»).

## История

### Возникновение города
История города начинается с 1912 года, когда Государственной Думой IV созыва было принято решение о заселении территорий вдоль железнодорожной полосы Амурской железной дороги. Первоначально была открыта станция Тихонькая, получившая своё название по существовавшей на этом месте заимке — Сопка Тихонького.
При станции был основан посёлок, который в 1928 году преобразовали в рабочий посёлок Тихонькая-Станция. К 1928 году в селении проживало 623 человека, насчитывалось 237 разбросанных деревенских домиков, были построены начальная школа, почта и кооперативная лавка. Селение Тихонькая являлось базой приёма переселенцев и снабжения переселенческого района.
В марте 1928 года принято постановление Президиума ЦИК СССР о закреплении за КомЗЕТом (Комитет по землеустройству еврейских трудящихся) для нужд сплошного заселения трудящимися евреями свободных земель в Приамурской полосе Дальневосточного края. Решение советского правительства избрать станцию Тихонькую для еврейского заселения определялось множеством факторов. Основным было намерение укрепить границы советского Дальнего Востока из-за близости Японии и возможного вторжения китайцев. Заселение данного региона стало особенно важным для СССР после советско-китайского конфликта 1929 года и оккупации японцами в 1931 году Маньчжурии. В конце 1920-х и начале 1930-х гг. правительство СССР пыталось улучшить отношения с Западом, и Биробиджанский проект мог повлиять на еврейское и проеврейское общественное мнение в Европе и Америке. Включение евреев в проект заселения Дальнего Востока имело также целью получение финансовой помощи от богатых евреев, живших за рубежом. Кроме того, такое заселение позволяло разрешить часть экономических трудностей, стоявших перед евреями СССР. Поселения евреев, создаваемые в небольших населённых пунктах, соединяли Транссибирскую магистраль с долиной реки Амур.
В апреле 1928 года начинают прибывать первые переселенцы, всего в течение года прибыло 856 человек. Однако из-за тяжёлых бытовых условий и тяжёлого климата этот процесс протекал неравномерно. В первые годы прибыло достаточно большое число евреев-поселенцев, однако более половины поселенцев, прибывших в 1928—1933 годах, покинули область. Всего за первые шесть лет колонизации прибыло 19 635 евреев, а уехало 11 450, то есть осталось только 8185 человек.
В 1928 году, в связи с прибытием первых переселенцев, начинают создаваться артели: портняжная, сапожная, кирпичная (уже в 1929 году были произведены первые 100 тыс. штук кирпича).
В журнале «Огонёк» № 40 от 30 сентября 1928 года опубликован очерк А. Рор «Путешествие по Бира-Бишану», побывавшей в посёлке первых 150 еврейских переселенцев, живших под руководством Л. Г. Баскина. Очерк иллюстрирован двумя фотографиями.
Постановлением Президиума ВЦИК от 10 октября 1931 года селение Тихонькое было отнесено к категории рабочих посёлков и ему присвоено наименование Биро-Биджан.
20 июля 1934 года ВЦИК постановил «образовать в составе автономной Еврейской национальной области Биробиджанский район с центром в рабочем посёлке Биробиджан».
Рабочий посёлок Биробиджан получил статус города на основании постановления Президиума ВЦИК от 2 марта 1937 года № 17 «О преобразовании рабочего посёлка Биробиджан в город».
По состоянию на 1 января 1932 года население Биробиджана составляло 1216 мужчин и 1324 женщины.
В начале 1930-х годов около 1400 еврейских иммигрантов прибыло в Биробиджан из-за рубежа: США, Аргентины, Европы, Палестины и других стран и регионов мира. К началу 1936 года население Биробиджана уже составляло около 12 тыс. человек.
В 1930-е годы начинают создаваться небольшие предприятия деревообрабатывающей, лёгкой и металлообрабатывающей промышленности, ориентированные на кустарей — переселенцев. В их числе были мебельные артели «Биробиджан» (производство венских стульев) и «Мехмебельщик», обозостроительная кузнечная артель «Колесо революции», деревообрабатывающая фабрика «Деталь». Открылись первые два цеха швейной фабрики. Началось строительство обозного завода, фанерной, трикотажной, обувной и пимокатной фабрик. Биробиджан являлся распределительным железнодорожным центром, куда поступали грузы для всей области. Во второй половине 1930-х годов построены общественные здания: Дом Советов, педагогическое училище, библиотека, Дворец культуры.
К 1939 году в городе уже были организованы железнодорожный, педагогический и медицинский техникумы. В областном центре началось издание газет «Биробиджанская звезда» на русском языке и «Биробиджанер штерн» на идише, литературно-художественного и общественно-политического журнала «Форпост», вещание Биробиджанского радио. Открывается Государственный Еврейский театр имени Л. М. Кагановича, музей, запущено автобусное движение. Биробиджан становится крупным областным административно-хозяйственным и культурным центром.

### Биробиджан в годы Великой Отечественной войны
В Великую Отечественную войну на фронт были призваны и ушли добровольцами 11 тыс. биробиджанцев, из них 7 тыс. домой не вернулись.
Великая Отечественная перестроила жизнь города на военный лад. В первый день боевых действий бюро обкома ВКП(б) было принято постановление «О переводе предприятий и артелей на выпуск продукции для нужд обороны». В самые короткие сроки предприятия города начали выпуск продукции для фронта: боеприпасов, автоприцепов, парашютов, военного обмундирования, военно-санитарного имущества, мыла, посуды, саней, лыж и т. п.
На обозном заводе (в будущем завод «Дальсельмаш») было начато производство автоприцепов, повозок для нужд фронта. Кроме того на заводе был оборудован литейный цех по производству пуль, а также освоено производство деталей к токарным станкам.
На швейной фабрике было освоено производство армейского обмундирования и стал производиться пошив и ремонт парашютов.
В сентябре 1941 года в Биробиджане была сформирована 60-я танковая дивизия. В честь этого события к 60-й годовщине окончания Великой Отечественной войны в сквере имени Героя Советского Союза И. Р. Бумагина был установлен памятник — танк ИС-3.

## Этимология
По оценке Е. М. Поспелова, название Биробиджан происходит от названия местности Биробиджан: так называли пространство между реками Бира (от эвенкийского бира — река) и Биджан (эвенкийское биджан, биджен — постоянное стойбище). Однако следует заметить, что другие данные этого автора, а именно: прежнее название, время присвоения названия и присвоения статуса рабочего посёлка, орфография названия при его присвоении — неверны или неточны, они противоречат Постановлению ВЦИК от 10.10.1931 «О частичных изменениях в административно-территориальном делении Дальне-восточного края и об отнесении по краю ряда населённых пунктов к категории рабочих посёлков» и Большой российской энциклопедии.

## Физико-географическая характеристика

### Географическое положение
Биробиджан расположен на Среднеамурской низменности, в предгорьях Буреинского хребта, на реке Бира (левый приток Амура). Биджан протекает параллельно Бире к западу от города (порядка 100 км) и впадает в Амур, как и Бира. Важный транспортный узел на автомобильной магистрали «Амур» (Чита — Хабаровск) и Транссибирской железнодорожной магистрали в 75 км от границы с Китаем.
| С-З | Свободный ~ 581 км    | Чегдомын ~ 1109 км Якутск ~ 2155 км | Комсомольск-на-Амуре ~ 587 км                | С-В |
| З   | Благовещенск ~ 514 км | Роза ветров                         | Хабаровск ~ 191 км Советская Гавань ~ 752 км | В   |
| Ю-З | Харбин ~ 753 км       | Владивосток ~ 945 км                | Дальнегорск ~ 1006 км                        | Ю-В |

### Часовой пояс
Биробиджан находится в часовой зоне МСК+7. Смещение применяемого времени относительно UTC составляет +10:00.
В соответствии с применяемым временем и географической долготой средний солнечный полдень в Биробиджане наступает в 13:08.

### Климат
Город находится в умеренном муссонном климатическом поясе, с очень холодной и сухой зимой, жарким и влажным летом. Местность классифицируется как Dwb по Кеппен и Гейгера.
- Среднегодовая температура воздуха — 1,9 °C
- Относительная влажность воздуха — 71,1 %
- Средняя скорость ветра — 1,7 м/с

| Показатель                                                               | Янв.  | Фев.  | Март  | Апр.  | Май  | Июнь | Июль | Авг. | Сен. | Окт.  | Нояб. | Дек.  | Год   |
| ------------------------------------------------------------------------ | ----- | ----- | ----- | ----- | ---- | ---- | ---- | ---- | ---- | ----- | ----- | ----- | ----- |
| Абсолютный максимум, °C                                                  | −0,4  | 5,9   | 18,4  | 29,8  | 33,7 | 37,1 | 39,9 | 36,8 | 32,7 | 26,9  | 16,1  | 5,2   | 39,9  |
| Средний суточный максимум, °C                                            | −15,6 | −10,9 | 0,2   | 9,5   | 18,2 | 24,5 | 26,8 | 24,3 | 18,1 | 8,5   | −4,1  | −14,2 | 7,0   |
| Средняя температура, °C                                                  | −22,2 | −16,5 | −6,4  | 5,4   | 13,0 | 18,9 | 21,1 | 19,2 | 12,8 | 3,9   | −9,2  | −18,8 | 1,9   |
| Средний суточный минимум, °C                                             | −27,4 | −26,4 | −16,5 | −3,4  | 5,0  | 12,5 | 15,1 | 13,4 | 5,9  | −1,3  | −16,9 | −26,6 | −3,6  |
| Абсолютный минимум, °C                                                   | −43,7 | −39,9 | −34,1 | −19,7 | −3,9 | 1,5  | 5,9  | 3,7  | −3,9 | −19,8 | −33,6 | −37,9 | −43,7 |
| Норма осадков, мм                                                        | 6     | 5     | 13    | 35    | 61   | 108  | 147  | 154  | 88   | 35    | 19    | 11    | 682   |
| Средняя влажность, %                                                     | 69    | 63    | 61    | 54    | 59   | 72   | 76   | 77   | 75   | 63    | 69    | 73    | 68    |
| Источник: worldweather.org weatherarchive.ru NASA. База данных RETScreen |       |       |       |       |      |      |      |      |      |       |       |       |       |

| Показатель                    | Янв.  | Фев.  | Март  | Апр. | Май  | Июнь | Июль | Авг. | Сен. | Окт. | Нояб. | Дек.  | Год  |
| ----------------------------- | ----- | ----- | ----- | ---- | ---- | ---- | ---- | ---- | ---- | ---- | ----- | ----- | ---- |
| Средний суточный максимум, °C | −13,5 | −9    | −0,6  | 10,7 | 19,9 | 23,3 | 26,4 | 25,3 | 19,3 | 11,4 | −3,2  | −13   | 8,1  |
| Средняя температура, °C       | −21   | −17,3 | −7,7  | 4,5  | 12,9 | 18,0 | 21,6 | 20,2 | 13,0 | 4,7  | −8,9  | −19,3 | 1,7  |
| Средний суточный минимум, °C  | −29,3 | −26,6 | −15,4 | −1,6 | 6,2  | 12,8 | 16,9 | 15,2 | 7,1  | −2,2 | −14,6 | −26,7 | −4,9 |
| Источник: pogodaonline.ru     |       |       |       |      |      |      |      |      |      |      |       |       |      |

## Население
| 1923    | 1926    | 1928    | 1929    | 1932    | 1933    | 1935    | 1936    | 1937    | 1939    | 1956    | 1959    |
| ------- | ------- | ------- | ------- | ------- | ------- | ------- | ------- | ------- | ------- | ------- | ------- |
| 503     | ↗831    | ↘823    | ↗984    | ↗2540   | ↗7000   | ↗7100   | ↗14 000 | ↗20 000 | ↗29 648 | ↗37 000 | ↗40 667 |
| 1962    | 1963    | 1964    | 1965    | 1966    | 1967    | 1968    | 1970    | 1971    | 1972    | 1973    | 1974    |
| ↗42 000 | →42 000 | ↗43 000 | →43 000 | ↗44 000 | ↗46 000 | ↗47 000 | ↗55 724 | ↗57 000 | ↗59 000 | ↗60 000 | ↗62 000 |
| 1975    | 1976    | 1979    | 1982    | 1983    | 1984    | 1985    | 1986    | 1987    | 1989    | 1992    | 1998    |
| ↗64 000 | ↗65 000 | ↗68 630 | ↗73 000 | ↗75 000 | ↗77 000 | ↗78 000 | ↗80 000 | ↗82 000 | ↗83 667 | ↗86 700 | ↘82 600 |
| 2000    | 2001    | 2002    | 2003    | 2005    | 2006    | 2008    | 2009    | 2010    | 2011    | 2012    | 2013    |
| ↘79 800 | ↘79 300 | ↘77 250 | ↗77 300 | ↘76 600 | ↘75 200 | ↗75 482 | ↗75 495 | ↘75 413 | ↗75 833 | ↗76 203 | ↘75 542 |
| 2014    | 2015    | 2016    | 2017    | 2018    | 2019    | 2020    | 2021    | 2023    | 2024    | 2025    |         |
| ↘74 791 | ↘74 777 | ↘74 559 | ↘74 095 | ↘73 623 | ↘73 129 | ↘71 843 | ↘70 064 | ↘68 536 | ↘67 788 | ↘67 212 |         |

На 1 января 2025 года по численности населения город находился на 238-м месте из 1124 городов Российской Федерации.

## Символика города

### Герб
25 ноября 2004 года Дума г. Биробиджана решением № 117 утвердила Положение о гербе муниципального образования «Город Биробиджан», в котором герб описан следующим образом:

Герб представляет собой: в лазоревом (синем, голубом) щите поверх шести тонких серебряных столбов — зелёный холм (сопки), увенчанный тонким серебряным остриём (стилизованная менора); в серебряной оконечности, окаймлённой внизу и по сторонам лазурью, три тонких чешуйчато изогнутых лазоревых пояса.

Биробиджанский район является самостоятельным муниципальным образованием и имеет свой собственный герб.

## Образование
Дошкольное образование
- Детский сад № 3
- Детский сад № 5
- Детский сад № 11
- Детский сад № 12
- Детский сад № 15
- Детский сад № 16
- Детский сад компенсирующего вида № 21
- Детский сад № 24
- Детский сад № 28
- Детский сад № 29
- Детский сад № 31
- Детский сад № 32
- Детский сад № 37
- Детский сад № 39
- Детский сад № 43
- Детский сад № 44
- Детский сад № 45
- Детский сад № 48
- Детский сад № 49
- Детский сад № 50

Среднее образование
- Начальная общеобразовательная школа № 14
- Основная общеобразовательная школа № 4
- Гимназия № 1. Открыта в 1932 году. Первое время она располагалась в здании старой часовни, к которой пристроили ещё две комнаты. В 1937 году школа была переведена в новое типовое четырёхэтажное здание. 1 сентября 2010 года открыто новое здание на 1000 посадочных мест. 27 июня 2016 года школа стала гимназией[69]
- Средняя общеобразовательная школа № 5
- Средняя общеобразовательная школа № 6
- Средняя общеобразовательная школа № 7
- Средняя общеобразовательная школа № 8
- Средняя общеобразовательная школа № 10
- Средняя общеобразовательная школа № 11
- Средняя общеобразовательная школа № 16 имени Николая Косникова
- Лицей № 23 с этнокультурным (еврейским) компонентом
- Средняя общеобразовательная школа УФСИН
- Специальная (коррекционная) школа
- Детский дом № 1
- Детский дом № 2

Дополнительное образование
- Детская музыкальная школа
- Детская хореографическая школа. Открыта 26 февраля 2002 года на базе театра танца «Сюрприз», организованного в 1994 году[70].
- Детская художественная школа
- Центр детского творчества
- Детско-юношеский центр еврейской культуры
- Детско-юношеский центр «Солнечный»
- Спортивная школа
- Центр спортивной подготовки
- Центр образования «Ступени»
- Центр «Мост»

Среднее специальное образование
- Колледж культуры и искусств
- Медицинский колледж
- Технический колледж
- Политехнический техникум
- Технологический техникум
- Сельскохозяйственный техникум
- Многопрофильный лицей
- Профессиональное образовательное учреждение № 330 ФСИН России

Высшее образование
- Приамурский государственный университет имени Шолом-Алейхема (ПГУ). С 1989 по 2005 годы — Биробиджанский государственный педагогический институт, с 2005 по 2011 годы — Дальневосточная государственная социально-гуманитарная академия[71]. При ПГУ действует Центр изучения языка и культуры идиш (при содействии Центра идиш им. Рена Косты при Бар-Иланском университете, Израиль),

## Здравоохранение
В настоящее время в городе насчитывается 7 больниц и 15 амбулаторно-поликлинических учреждений.
- Областная больница
- Детская областная больница
- Больница святого великомученика и целителя Пантелеимона
- Инфекционная больница
- Психиатрическая больница
- Стоматологическая поликлиника
- Кожно-венерологический диспансер
- Онкологический диспансер
- Противотуберкулезный диспансер
- Станция скорой медицинской помощи
- Медицинский диагностический центр
- Центр профилактики и борьбы со СПИД
- Бюро судебно-медицинской экспертизы
- Станция переливания крови
- Дом ребёнка специализированный
- Психоневрологический интернат
- Медико-санитарная часть МВД РФ
- Медицинский Центр «Тафи-диагностика». Открыт в 2002 году[69]

## Культура
- Городской дворец культуры
- Центр культуры и досуга
- Дом офицеров Биробиджанского гарнизона Министерства обороны РФ
- Областная универсальная научная библиотека им. Шолом-Алейхема
- Центральная городская библиотека.
- областная филармония
- Театр кукол «Кудесник»
- Краеведческий музей Еврейской автономной области
- Музей современного искусства ЕАО
- Художественный музей
- В 2008 году в помещении отделения Пенсионного фонда России по Еврейской автономной области был открыт первый в России Музей истории пенсий.
- Кинотеатр «Родина»
- Центр народного творчества

Также есть детская хореографическая студия «Мазлтов», цирковая школа «Счастливое детство», детский народный ансамбль еврейской песни «Иланот». В городе две иудейские общины: Бейт-Тшува и Фрейд. Проводится традиционный ежегодный фестиваль еврейской песни и музыки (с 1991 — международный).

## Экономика

### Промышленность
В 1936 году построен обозостроительный завод, в 1960 году на его базе создан завод «Дальсельхозмаш» (строил зерно- и силосоуборочные комбайны на гусеничном ходу). В 2006 году завод был признан банкротом и с тех пор не функционирует.
В 1937 году был запущен в эксплуатацию Завод силовых трансформаторов. В январе 1993 года постановлением Главы администрации Биробиджана № 20 от 14.01.1993 Завод силовых трансформаторов преобразован в ОАО «Биробиджанский завод силовых трансформаторов». В 2012 году предприятие вошло в производственную группу «Трансформер». 2 мая 2017 года завод признан банкротом. По состоянию на 2020 год предприятие находится в процессе ликвидации.
В 1947 году был построен радиотехнический завод, который закрылся в 1992 году. С 2000-х годов помещения этого предприятия используются в качестве складов.
1 октября 1956 года было создано Государственная мебельная фабрика путём преобразования артели им. Димитрова. В этом же году было запущено массовое производство мебели для населения. С 1992 года предприятие называлось ОАО «Биробиджанская мебельная фабрика» (ОАО «БМФ»). На 2020 год предприятие ведёт деятельность.
В конце 1960-х годов построена чулочно-трикотажная фабрика (в настоящее время не работает).
В 1998 году начал работу ООО «мебельный комбинат „Фома“».
Основным источником централизованного теплоснабжения города является Биробиджанская ТЭЦ.
С 2000-х годов в городе, в основном, располагаются предприятия торговли, лёгкой и пищевой промышленности.
Лёгкая промышленность представлена обувными и швейными фабриками; в их числе: обувная фабрика «Восток-Холдинг» и ПАО «Виктория».
Пищевая промышленность: молочный комбинат «БиПиКо Molli», ОАО «Макаронная фабрика „Бетэавон“», различные частные пекарни.
Ретейлерские предприятия: торговый дом «Бридер» и «Тайга-Восток».

### Транспорт и связь

#### Транспорт
В области действуют 50 автобусных маршрутов (1, 1а, 2, 2а, 3, 3б, 3в, 4, 5, 6, 7, 7д, 8, 9, 10, 11, 11а, 12, 12а, 14, 18, 20, 22, 26, 31, 32, 101, 101д, 102а, 105, 105а, 108, 108а, 108б, 109, 111 м, 112а, 112б, 125, 205, 208, 209, 229, 230, 232, 233, 235, 252, 700, 708.).
- 25 маршрутов в городе — 1, 1а, 2, 2а, 3, 3б, 3в, 4, 5, 6, 7, 8, 9, 10, 11, 11а, 12, 12а, 14, 18, 20, 22, 26, 31, 32.
- 10 муниципальных маршрутов — 7д, 101, 101д, 108, 108а, 108б, 109, 111 м, 112а, 112б.
- 4 пригородных маршрута — 102а, 105, 105а, 125.
- 11 междугородних маршрутов — 205, 208, 209, 229, 230, 232, 233, 235, 252, 700, 708.

Автобусы в городе ходят с 6:00 до 23:00.
Через город проходят Транссибирская железнодорожная магистраль и федеральная автотрасса P297 «Амур». В 2003—2006 годах построена часть автотрассы, огибающая город.
В черте города находятся станции Биробиджан I (на ней располагается вокзал), Биробиджан II и Биробиджан III, все вместе образующие треугольник — к Транссибирской магистрали примыкает железнодорожная ветка до станции Ленинск в селе Нижнеленинское на границе с Китаем. Пассажирские перевозки прекращены.
Биробиджан связан автомобильной дорогой регионального значения Р455 с селом Ленинское (через Бирофельд). В Ленинском находится пограничный переход в КНР.
Существуют три моста через реку Бира, пересекающую город, — два автомобильных и один железнодорожный.

#### Связь
В Биробиджане действует пятизначная телефонная нумерация, код города — 42622. Основной оператор фиксированной связи — Дальневосточный филиал ПАО «Ростелеком». Доступ в интернет предоставляют компании Ростелеком, ТТК, Энфорта и РТРС.
Мобильная связь в городе представлена следующими операторами:
- МегаФон (GSM, 3G, 4G) — с 2004 года[78]
- МТС (GSM, 3G, 4G) — с 2005 года[79]
- билайн (GSM, 3G, 4G) — с 2008 года[80]
- t2 (GSM, 4G) — с 2012 года[81]
- Yota (GSM, 3G, 4G) — с 2015 года[82]

## Социальная сфера

### Наука
В 1990 году в г. Биробиджан создан Еврейский филиал института национальных проблем образования Министерства образования и науки Российской Федерации, который является ведущим научным учреждением по разработке содержания и методике еврейского образования в России. Биробиджанское отделение Российского философского общества, биробиджанское отделение Азиатско-Тихоокеанской ассоциации преподавателей русского языка и литературы. Научное обслуживание сельского хозяйства в области осуществляет Биробиджанская сельскохозяйственная опытная станция.
Академические институты (системы РАН):
- Институт комплексного анализа региональных проблем ДВО РАН (ИКАРП ДВО РАН).

### Средства массовой информации
- «Газета объявлений» — рекламный еженедельник.
- Газета «Ди Вох» (в переводе с идиш — «Неделя»).
- Газета на русском языке и идиш «„Биробиджанская звезда“ (Биробиджанер штерн)» — официальный печатный орган правительства ЕАО.
- Газета «МИГ» («Муниципальная информационная газета») — официальный печатный орган муниципалитета Биробиджана.
- Газета «Голос Биробиджана» (оппозиционное левопатриотическое издание) — официальный печатный орган обкома КПРФ.
- Газета деловых кругов — «Газета на дом».
- Ежемесячный журнал «Биробиджан: инструкция по применению».

### Радио и телевидение
- Радио FM-Биробиджан — 87,7 FM
- Европа Плюс — 88,3 FM
- Ретро FM — 88,8 FM
- Русское радио — 101,7 FM
- Радио Шансон — 102,4 FM
- Радио Искатель — 103,0 FM
- Радио Маяк — 103,4 FM
- Радио России / ГТРК «Бира» — 104,6 FM
- Радио Дача — 105,3 FM
- Авторадио — 106,4 FM
- Хит FM — 106,9 FM
- (Пираты) Радио Ваня — 107,9 FM

В качестве основного формата цифрового эфирного ТВ в России принят стандарт DVB-T2. Трансляция идёт в разрешении 720 на 576 пикселей (качество SD). С 1 января 2019 года на территории области завершён тестовый режим вещания двух мультиплексов, включающих 20 телеканалов и 3 радиостанции.
С 3 июня 2019 года прекратилось вещание федеральных каналов в аналоговом формате. Еврейская автономная область попала в третью волну отключения аналогового вещания федеральных каналов. Также в городе доступно подключение кабельного телевидения и цифрового IPTV.
В Биробиджане производят телевизионное вещание:
- Государственная телерадиокомпания «Бира» (филиал ВГТРК) — телеканалы «Россия-1» и «Россия-24» с новостными выпусками «Вести-Биробиджан»;
- НТК (Новая телекомпания или НТК 21) — региональный канал, вещающий в цифровом формате на Еврейскую автономную область. Выходит в эфире телеканала ОТР в первом мультиплексе на 9 кнопке.

В аналоговом формате вещают:
- 1 ТВК — 2x2 / ТНТ Music

Бывший областной телеканал:
- МУП Студия вещания «Best Video»[86][87]

### Спорт
В Биробиджане работают два стадиона («Дальсельмаш» и «Дружба»), три плавательных бассейна, специализированные залы для занятий боксом, настольным теннисом, дайвинг-клуб, шахматный клуб, теннисный клуб, различные секции восточных единоборств.
Развит любительский спорт — в основном конькобежный, бокс, лёгкая атлетика, гимнастика, футбол, волейбол и баскетбол.
С 1993 года местная команда по хоккею с мячом «Надежда» постоянно выступает в турнире Дальневосточной зоны первенства России среди команд высшей лиги.
С 2011 года на территории города, на 7-м км Ленинской трассы, работает горнолыжный комплекс «Фома», в котором расположены уютные домики для проживания, пункт проката и многое другое.

## Достопримечательности
- Государственный природный заповедник «Бастак»

## Города-побратимы и дружественные города
Города-побратимы:
- Бивертон (штат Орегон, США, 13 августа 1990 года)[88].
- Маалот-Таршиха (Израиль, 15 октября 1995 года)[89].
- Хэган (провинция Хэйлунцзян, Китай, 30 октября 2001 года)[89][90].
- Ниигата (одноимённая префектура, Япония, 30 августа 2005 года)[89].
- Ичунь (провинция Хэйлунцзян, Китай, 18 мая 2011 года)[88].
- Ноф-ха-Галиль (Израиль, 7 сентября 2017 года)[89].

Дружественные города:
- Ыйджонбу (провинция Кёнгидо, Республика Корея, 2 ноября 2010 года)[89].

## Биробиджан в литературе
Тема Биробиджана (как междуречья в районе среднего Амура и как города) неоднократно возникала в художественной и документальной литературе — прежде всего в связи с политическим проектом ЕАО, а также историей еврейских переселенцев.
- Финк В. Г. Новая родина. М., 1933.
- Альманах «Биробиджан» (издание возобновлено в 2004 году).
- Литература Еврейской автономной области, 2005.
- Мелихов А. Биробиджан — Земля обетованная. М., Текст, 2009.
- Ревич И. Биробиджанские грёзы, 2009.
- Драбкин А. О чём помнила моя мама, 2010.
- Бренер И. С. Страна Биробиджан, 2013.